# Makoto Aida

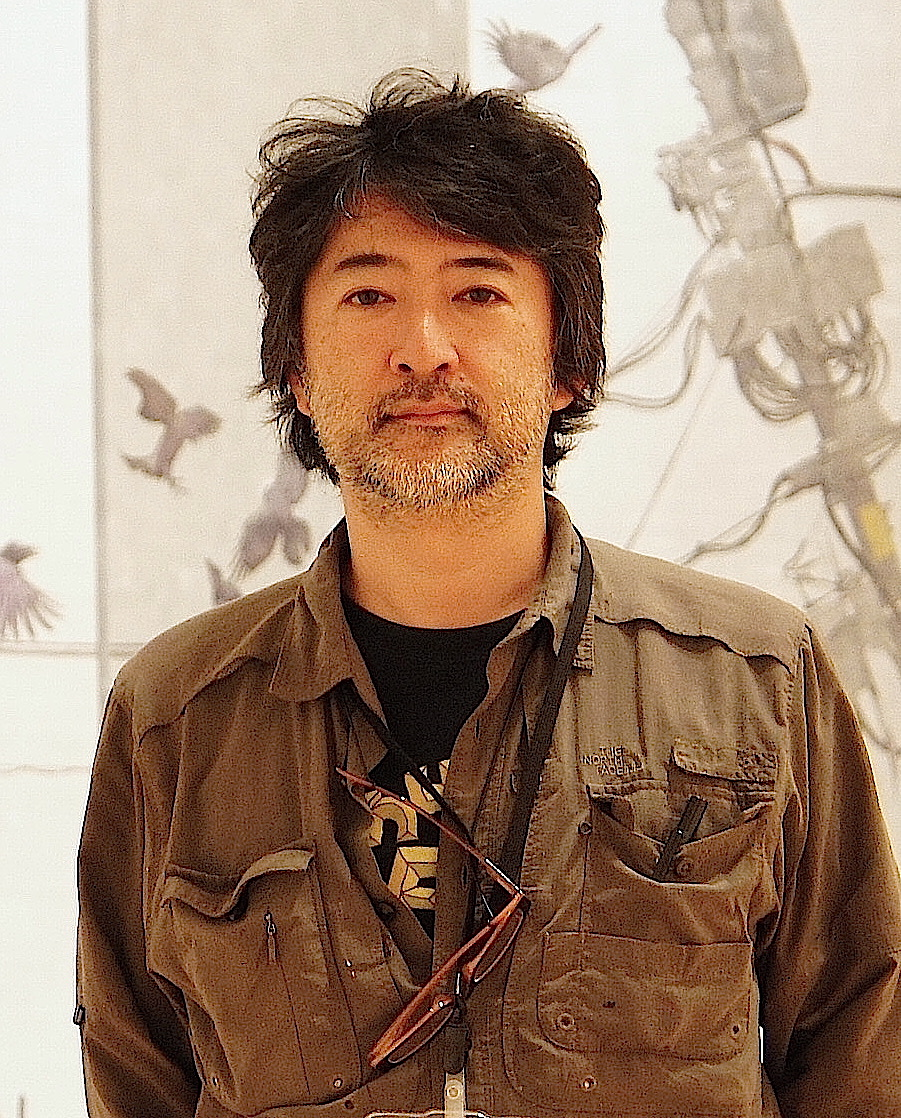
Aida in 2012

Makoto Aida (Japans: 会田 誠, Aida Makoto) (Niigata,  4 oktober 1965) is een Japanse kunstenaar. Hij wordt in Japan gezien als een van de belangrijkste contemporaine kunstenaars.
Aida besloot op zijn 16e kunstenaar te worden. In zijn jeugd was hij erg onder de indruk van Yukio Mishima. Op zijn 23e (1989) haalde hij aan de Nationale Kunstacademie in Tokio zijn Bachelor of Fine Arts in schilderen, in 1991 zijn master (ook in schilderen).
Aida's doorbraak kwam met het werk A Picture of an Air Raid on New York City (War Pictures Returns) in 1996, een uiting van de complexe relatie die Japan met de Verenigde Staten heeft: de frustratie over het onvermogen van Japan om op een gelijk niveau met deze supermacht te concurreren. De vliegtuigen op het doek zijn dezelfde waarmee Pearl Harbor werd aangevallen. Vijf jaar later zouden de aanslagen op 11 september 2001 plaatsvinden.
De donkere kant van zijn werk, het zo vaak aanwezig zijn van een shockeffect wijdt Aida aan het opgroeien in een land met zoveel aardbevingen en het feit dat zijn ouders vaak praatten over de luchtalarmen van WWII.
Van november 2012 tot en met 31 maart 2013 was zijn eerste grote soloshow: “Aida Makoto: Monument for Nothing.” in het Mori Art Museum.
Tijdens het retrospectief in het Mori Art Museum was er een afgesloten ruimte waar alle werken hingen die niet geschikt waren voor bezoekers jonger dan 18 jaar.

## Werken
| Jaar      | Werk                                                                 | Afmetingen                                    | materiaal |
| --------- | -------------------------------------------------------------------- | --------------------------------------------- | --- |
| 1991      | AZEMICHI (a path between rice fields)                                | 73×52 cm                                      | Japans papier, Japanes mineraal pigment, acryl                                                                           |
| 1993      | The Giant Member Fuji versus King Gidora                             | 310×410ｍ                                     | acryl |
| 1996      | A Picture of an Air Raid on New York City (War Pictures Returns)     | 169×378 cm                                    | 6 schuifpanelen, zwart-witte fotokopie op hologram papier, houtskool, waterverf, acryl, magic marker, Tipp-ex, pen, etc. |
| 1996      | DOG (MOON)                                                           | 100×90cｍ                                     | Japans papier, Japans mineraal pigment, acryl                                                                            |
| 1999      | Harakiri School Girls                                                |                                               | |
| 2001      | Blender                                                              | 290×210.5 cm                                  | canvas, acryl |
| 2003      | World Bubbelehead Conference (from the series of "Minna to Issho")   | 150×110ｍ                                     | magic marker, waterverf                                                                                                  |
| 2003      | Giant Salamander                                                     | 314×420 cm                                    | acryl |
| 2005      | The Video on a Man Calling Himself Bin Laden Staying in Japan        | 8 min. 14 sec.                                | DVD |
| 2008      | Critique of Critique of Judgment                                     | 14.5x10.3 cm per blz (574 pagina's in totaal) | paperback boek, pen |
| 2008      | AIDA Makoto + 21st Century Cardboard Guild / MONUMENT FOR NOTHING II |                                               | installatie (karton) |
| 2007-2010 | Picture of Waterfall                                                 | 439×272 cm                                    | canvas, acryl |
| 2009-10   | Ash Colour Mountains                                                 | 300x700cm                                     | canvas, acryl |
| 2012      | Jumble of 100 Flowers                                                |                                               | |
| 2012      | Pink Room                                                            |                                               | |